# Rudy Mancuso
Rudy Mancuso, all'anagrafe Rodolfo Mancuso (Glen Ridge, 28 febbraio 1992), è un attore, youtuber, cantante, regista e sceneggiatore statunitense.

## Biografia
Mancuso è nato e cresciuto a Glen Ridge, nel New Jersey nel 1992. Suo padre è italoamericano, mentre sua madre è brasiliana. Ha una sorella, Marianna. Ha frequentato la Glen Ridge High School e la Rutgers University di Newark. Ha vissuto per alcuni anni a Rio de Janeiro, dove ha imparato a parlare il portoghese.  A cinque anni ha iniziato a studiare pianoforte. Nel 2013 ha aperto il suo canale Vine, mentre nel 2016 quello YouTube e ha iniziato a collaborare con Shots Studios per la creazione dei suoi video. Nel 2015 è apparso in un episodio della serie Drunk History, in onda su Comedy Central, e nel film The Keys of Christmas con Mariah Carey e DJ Khaled. Nel 2017 ha aperto tappe di Rio de Janeiro e San Paolo del Purpose World Tour di Justin Bieber. Nello stesso anno, è stato invitato da Dolce & Gabbana a sfilare alla Settimana della moda di Milano e si è esibito agli MTV Millennial Awards a Città del Messico e al Villa Mix Festival di Goiânia e San Paolo. Nell'ottobre 2017, è uscito il suo primo singolo, Black & White, in collaborazione col cantautore Poo Bear. Il singolo successivo, Mama, non ha visto la partecipazione di nessun altro artista, anche se in seguito è uscita una versione della canzone in collaborazione con Alesso. Nel 2018 ha diretto i videoclip della canzoni Celoso di Lele Pons, REMEDY di Alesso e Miss You All The Time dei Of a Revolution. Successivamente, ha collaborato con Simon Rex e Anwar Jibawi per il video Storytelling, pubblicato nel luglio 2018. Nel settembre dello stesso anno, si è esibito al Red Rocks Amphitheater di Morrison. In seguito ha condotto a Washington con Lele Pons gli Hispanic Heritage Foundation Awards, si è esibito e ha ricevuto un premio alla cerimonia degli ALMA Award e ha ospitato il Concert for Tommy's Field, un evento benefico tenutosi al Teatro Orpheum di Los Angeles. Nel 2018 ha recitato nel film Netflix Rim of the World e nella serie Tempo. Nel 2023 è apparso in The Flash di Andy Muschietti, mentre l'anno seguente ha diretto, co-scritto e recitato in Musica.

## Vita privata
Dal 2015 all'inizio del 2022 ha avuto una relazione con l'attrice australiana Maia Mitchell, mentre dal luglio 2022 si frequenta con Camila Mendes, incontrata sul set di Musica.

## Filmografia

### Attore

#### Cinema
- The Key of Christmas, regia di Dave Meyers (2016)
- Rim of the World, regia di McG (2019)
- The Flash, regia di Andy Muschietti (2023)
- Musica (Música), regia di Rudy Mancuso (2024)

#### Televisione
- Drunk History - serie TV, episodio 3x03 (2015)
- Keeping Up with the Gonzalez's - miniserie TV, 2 episodi (2017)
- Typical Rick - serie TV, episodio 2x02 (2017)
- Hannah Stocking - serie TV, 2 episodi (2017-2020)
- Vai Anitta - miniserie TV, 4 episodi (2018)
- Amigos - serie TV, 6 episodi (2018-2019)
- Tempo - serie TV, 6 episodi (2019-2020)

#### Cortometraggi
- Awkward Puppets - serie TV, 3 episodi (2015-2021)
- My Big Fat Hispanic Family, regia di Lele Pons (2016)
- Circle of Love, regia di Rudy Mancuso (2017)
- Next Top Model, regia di Anwar Jibawi (2017)
- Terrible DJs, regia di Rudy Mancuso (2017)
- Petting Scorpions, regia di The Young Astronauts (2017)
- Superhero Therapy, regia di Rudy Mancuso (2018)
- Synesthesia, regia di Rudy Mancuso (2021)

#### Videoclip
- I Really Like You - Carly Rae Jepsen (2015)
- Burning Man - Andrew Watt feat. Post Malone (2017)

### Regista

#### Cinema
- Musica (Música)

#### Televisione
- Awkward Puppets - serie TV (2015)
- Tempo - serie TV, 8 episodi (2019-2020)

#### Cortometraggi
- Circle of Love (2017)
- Terrible DJs (2017)
- Superhero Therapy (2018)
- Synesthesia (2021)

#### Videoclip
- Celoso - Lele Pons (2018)
- REMEDY, regia di Alesso (2018)
- Miss You All the Time - Of a Revolution (2018)
- Mama - Rudy Mancuso (2018)
- Bloqueo - Lele Pons & Fuego (2019)
- Sad Song - Alesso feat. Tini (2019)

### Montatore

#### Televisione
- Amigos - serie TV (2018)
- Tempo - serie TV, 8 episodi (2019-2020)

#### Cortometraggi
- Tough Love, regia di Victor Amato (2012)
- Terrible DJs, regia di Rudy Mancuso (2017)
- Synesthesia, regia di Rudy Mancuso (2021)

#### Videoclip
- Celoso - Lele Pons (2018)

### Compositore

#### Cinema
- I Love America, regia di Lisa Azuelos (2022)
- Musica (Música), regia di Rudy Mancuso (2024)

#### Televisione
- Tempo - serie TV, 8 episodi (2019-2020)

#### Cortometraggi
- Synesthesia, regia di Rudy Mancuso (2021)

### Sceneggiatore

#### Cinema
- Musica (Música), regia di Rudy Mancuso (2024)

#### Televisione
- Keeping Up with the Gonzalez's - miniserie TV, 2 episodi (2017)

#### Cortometraggi
- Synesthesia, regia di Rudy Mancuso (2021)

### Produttore

#### Cinema
- Musica (Música), regia di Rudy Mancuso (2024)

#### Cortometraggi
- Tough Love, regia di Victor Amato (2012)

#### Direttore della fotografia
- Tough Love, regia di Victor Amato - cortometraggio (2012)

## Discografia

### Album in studio
- 2020 - bored at home

### Singoli
- 2017 - Black & White
- 2018 - Magic (feat. Maia Mitchell)
- 2018 - Mama
- 2018 - Lento
- 2019 - Anda Pal Carajo (APC) (feat. XAXO & Mau y Ricky)
- 2019 - Circle of Love
- 2019 - I Think I'm Cool